# 2. deild islandzka w piłce nożnej (1985)
Sezon 1985 był 31. sezonem drugiego poziomu ligowego piłki nożnej na Islandii. Pierwsze miejsce zajął zespół ÍB Vestmannaeyja, zdobywając trzydzieści dziewięć punktów w osiemnastu meczach. Po sezonie awansowały zespoły ÍB Vestmannaeyja i Breiðablik, spadły natomiast Fylkir oraz Leiftur.

## Drużyny
Po sezonie 1984 z ligi awansowały zespoły FH i Víðir Garður, spadły zaś Tindastóll oraz Einherji. Ich miejsce zajęły spadające z 1. deild Breiðablik i KA Akureyri oraz awansujące z 3. deild Fylkir i Leiftur.
| Uczestnicy poprzedniej edycji                                                                                 | Uczestnicy poprzedniej edycji | Uczestnicy poprzedniej edycji | Uczestnicy poprzedniej edycji |
| --- | ----------------------------- | ----------------------------- | ----------------------------- |
| KS | KS                            | 3                             |                               |
| ÍBI | ÍB Ísafjörður                 | 4                             |                               |
| ÍBV | ÍB Vestmannaeyja              | 5                             |                               |
| SKA | Skallagrímur                  | 6                             |                               |
| VÖL | Völsungur Húsavík             | 7                             |                               |
| NJA | Njarðvík                      | 8                             |                               |
| Spadek z 1. deild                                                                                             |                               |                               |                               |
| BRE | Breiðablik                    | 9                             |                               |
| KA | KA Akureyri                   | 10                            |                               |
| Awans z 3. deild                                                                                              |                               |                               |                               |
| FYL | Fylkir                        | 1                             |                               |
| LEI | Leiftur                       | 2                             |                               |
| Oznaczenia: - kolumna pierwsza – skróty nazw drużyn, - kolumna trzecia – miejsce zajęte w poprzednim sezonie. |                               |                               |                               |

## Tabela
| Lp. | Drużyna              | M  | Z  | R | P  | Bramki | Bramki | Różn. | Pkt | Uwagi              |
| --- | -------------------- | -- | -- | - | -- | ------ | ------ | ----- | --- | ------------------ |
| 1   | ÍB Vestmannaeyja (A) | 18 | 11 | 6 | 1  | 45     | 13     | +32   | 39  | Awans do 1. deild  |
| 2   | Breiðablik (A)       | 18 | 11 | 4 | 3  | 31     | 15     | +16   | 37  | Awans do 1. deild  |
| 3   | KA Akureyri          | 18 | 11 | 3 | 4  | 36     | 17     | +19   | 36  |                    |
| 4   | KS                   | 18 | 7  | 4 | 7  | 25     | 25     | 0     | 25  |                    |
| 5   | Skallagrímur         | 18 | 7  | 4 | 7  | 27     | 39     | −12   | 25  |                    |
| 6   | Völsungur Húsavík    | 18 | 7  | 3 | 8  | 28     | 25     | +3    | 24  |                    |
| 7   | Njarðvík             | 18 | 5  | 4 | 9  | 14     | 29     | −15   | 19  |                    |
| 8   | ÍB Ísafjörður        | 18 | 3  | 8 | 7  | 16     | 27     | −11   | 17  |                    |
| 9   | Fylkir (S)           | 18 | 4  | 3 | 11 | 19     | 25     | −6    | 15  | Spadek do 3. deild |
| 10  | Leiftur (S)          | 18 | 3  | 3 | 12 | 18     | 44     | −26   | 12  | Spadek do 3. deild |

## Wyniki
| Gospodarz \ Gość  | BRE | FYL | KA  | LEI | NJA | KS  | SKA | ÍBV | VÖL | ÍBI |
| Breiðablik        |     | 1:0 | 1:0 | 5:0 | 2:0 | 2:0 | 3:3 | 0:0 | 2:2 | 3:0 |
| Fylkir            | 2:0 |     | 3:2 | 6:1 | 1:3 | 1:1 | 2:1 | 0:2 | 0:0 | 0:1 |
| KA Akureyri       | 1:1 | 3:1 |     | 2:0 | 1:1 | 2:1 | 3:0 | 0:2 | 1:0 | 4:1 |
| Leiftur           | 0:1 | 1:0 | 1:4 |     | 0:1 | 1:2 | 3:4 | 1:4 | 1:0 | 2:2 |
| Njarðvík          | 0:2 | 1:0 | 0:2 | 2:0 |     | 0:0 | 3:0 | 0:5 | 1:4 | 0:0 |
| KS                | 0:2 | 2:1 | 1:2 | 3:4 | 1:0 |     | 4:1 | 1:2 | 1:0 | 2:2 |
| Skallagrímur      | 2:1 | 1:1 | 0:3 | 4:2 | 1:0 | 0:2 |     | 1:1 | 4:1 | 2:1 |
| ÍB Vestmannaeyja  | 4:1 | 1:0 | 1:1 | 1:1 | 5:0 | 5:1 | 8:1 |     | 1:0 | 0:0 |
| Völsungur Húsavík | 0:1 | 2:0 | 3:2 | 3:0 | 5:2 | 0:3 | 1:1 | 3:1 |     | 4:0 |
| ÍB Ísafjörður     | 1:3 | 2:1 | 0:3 | 0:0 | 0:0 | 0:0 | 0:1 | 2:2 | 4:0 |     |

Źródło:  (ang.)
Objaśnienia:
1Drużyna gospodarzy jest wymieniona po lewej stronie tabeli.
Kolory: zielony – zwycięstwo gospodarzy, żółty – remis, różowy – zwycięstwo gości.

## Najlepsi strzelcy
| Bramki | Strzelcy              | Drużyna          |
| ------ | --------------------- | ---------------- |
| 16     | Tryggvi Gunnarsson    | KA Akureyri      |
| 14     | Tómas Pálsson         | ÍB Vestmannaeyja |
| 11     | Jón Þórir Jónsson     | Breiðablik       |
| 9      | Hlynur Stefánsson     | ÍB Vestmannaeyja |
| 9      | Ómar Jóhannsson       | ÍB Vestmannaeyja |
| 7      | Ingi Sigurðsson       | ÍB Vestmannaeyja |
| 7      | Steingrímur Birgisson | KA Akureyri      |
| 7      | Jóhann Grétarsson     | Breiðablik       |